# Sjötorpsfortet

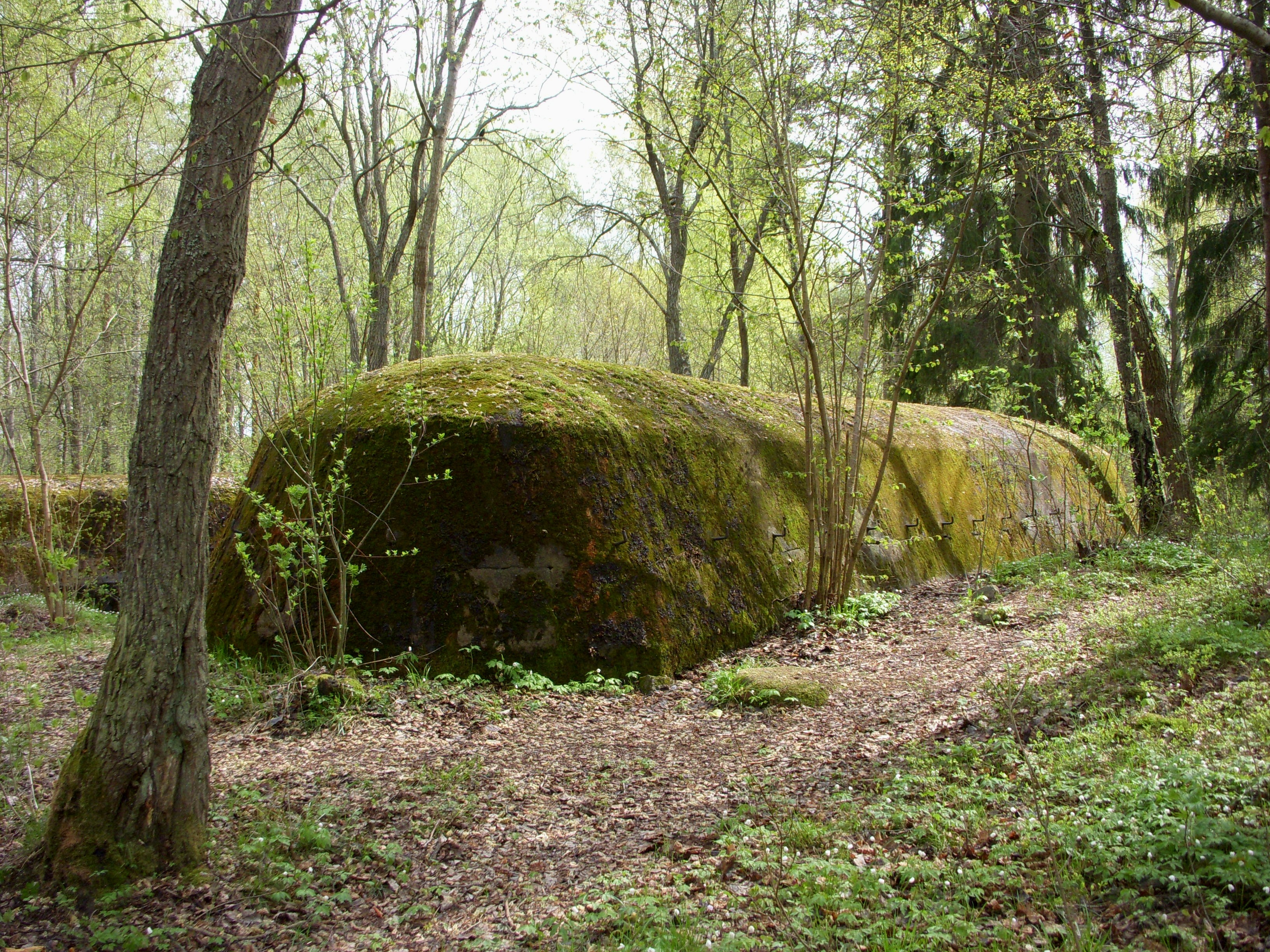
Sjötorpsfortets nedre ställning i maj 2011.

Sjötorpsfortet var en försvarsanläggning som ligger nedanför och ovanför bergsbranten mot Drevviken i södra Skogås, Huddinge kommun. Fortet ingick i den Södra Fronten som anlades strax före och under första världskriget. 
Södra Fronten och Norra Fronten, även kallad Korvlinjen, var en viktig del av Stockholms fasta försvar. En av de välbevarade anläggningarna är det till Sjötorpsfortet närliggande Lännafortet som uppfördes åren 1908-1909 och ingick i försvarsorganisationen fram till 1952.
Sjötorpsfortets gamla anläggningar ingår sedan år 2014 i Drevvikens naturreservat, som skall skydda bland annat de kulturhistoriskt intressanta militära lämningarna från första världskriget.

## Bakgrund
Kring sekelskiftet 1900 kom ett nytt försvarspolitiskt tänkande då centralförsvaret avlöstes av ett gräns- och kustförsvar.
Man utnyttjade de sjösystem som omger Stockholm och säkrade passagerna mellan dem med ett 30-tal befästningar av varierande storlek. Försvarslinjen kallades på grund av sitt utseende för Korvlinjen. Bygget finansierades av privatpersoner som samlades i "Föreningen för Stockholms fasta försvar" och "Palmqvistska fonden till Stockholms befästande". Själva byggarbetena utfördes av militär, som stod under civil ledning. Sedan skänktes anläggningarna till militären. Försvarslinjen ingick i försvarsorganisationen fram till 1952. 
Befästningsanordningarna på land söder om Stockholm utgjordes huvudsakligen av skyttevärn och batteriplatser i en linje från Erstaviken i öst till Flottsbro i väst.

## Fortet
Namnet Sjötorpsfortet härrör från ett torp med samma namn som låg vid Drevvikens strand.  År 1905 förvärvades mark för Sjötorpsställningen intill ett markområde som tidigare skänkts till Föreningen för Stockholms fasta försvar  på Beaterbergs ägor, där man redan 1904 börjat bygga försvarsanläggningar. Vid Sjötorp uppfördes mellan åren 1905 och 1909 ett halvpermanent batteri. År 1906 inköptes sex stycken 6,5 mm kulsprutor och 1907 anlades vägen mellan Sjötorpsbatteriet och Trångsund station.
Fortet har delar både nere vid sjön och uppe på berget. Anläggningen skulle täcka det så kallade Beatebergspasset, som sträcker sig mellan sjöarna Magelungen och Drevviken. I befästningslinjen ingick utöver Sjötorpsfortet bland annat Magelungsfortet och Lännafortet. Befästningen innehåller skyttegravar, artilleribatterier och skyttevärn. Beatebergspasset var den största anläggningen i Södra Fronten, den skulle bemannas med en styrka av cirka 3700 soldater, befäl, ordonnanser, sjukvårdspersonal och liknade. Dessa utgjordes huvudsakligen av infanterister från landstormen, det vill säga värnpliktiga äldre än 32 år, beväpnade med vanliga gevär.  Det var innan pansarfordon var påtänkta, när kulsprutor fortfarande var ovanliga och flyganfall ett okänt begrepp. 
Sjötorpsfortetes nedre anläggning konstruerades som en U-formad så kallad infanterikorv, en halvrund konstruktionen i betong som slingrade sig som en korv genom landskapet. Det övre fortet består av skyddsrum (numera igenlagd) och ett väl dold kulsprutebatteri, placerad högt uppe på bergsbranten med vid utsikt över Drevviken. Från det övre fortet löper flera skyttegravar (även dessa är utförda i betong) ända bort till Lännafortet. Fortet skulle bemannas med  en pluton (20-40 soldater) utrustade med gevär och fyra kulsprutor.

## Bilder, övre fortet

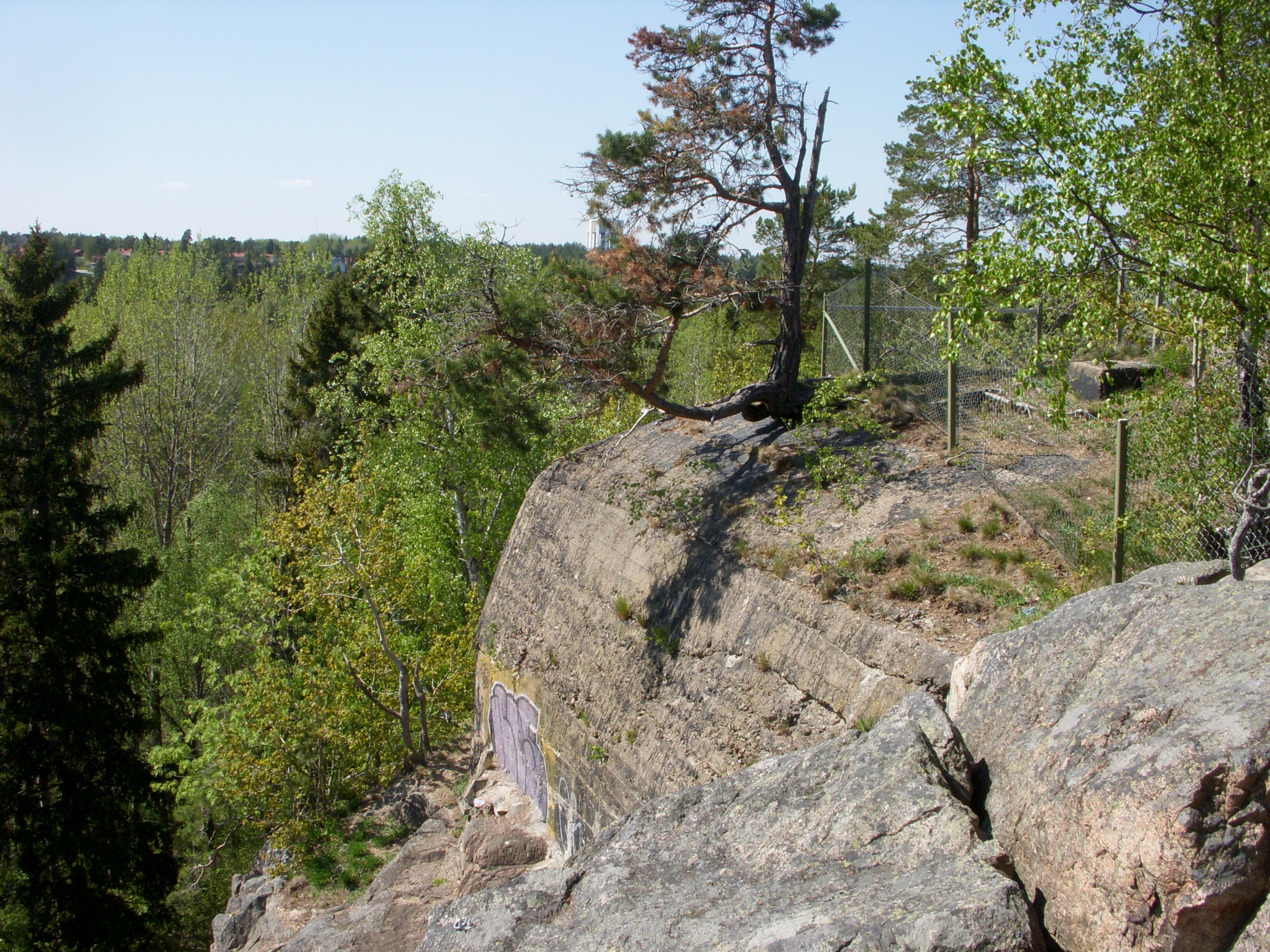
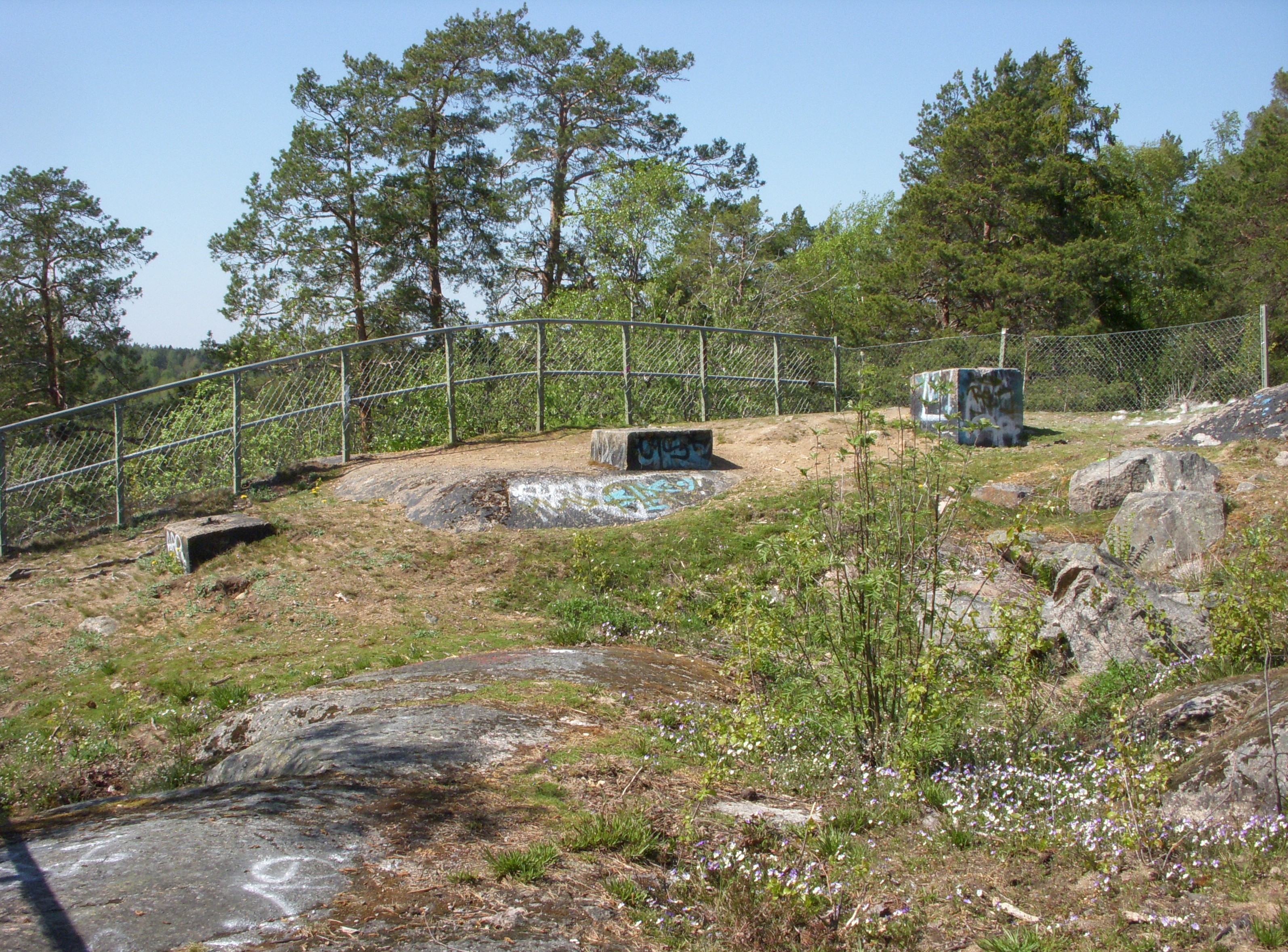
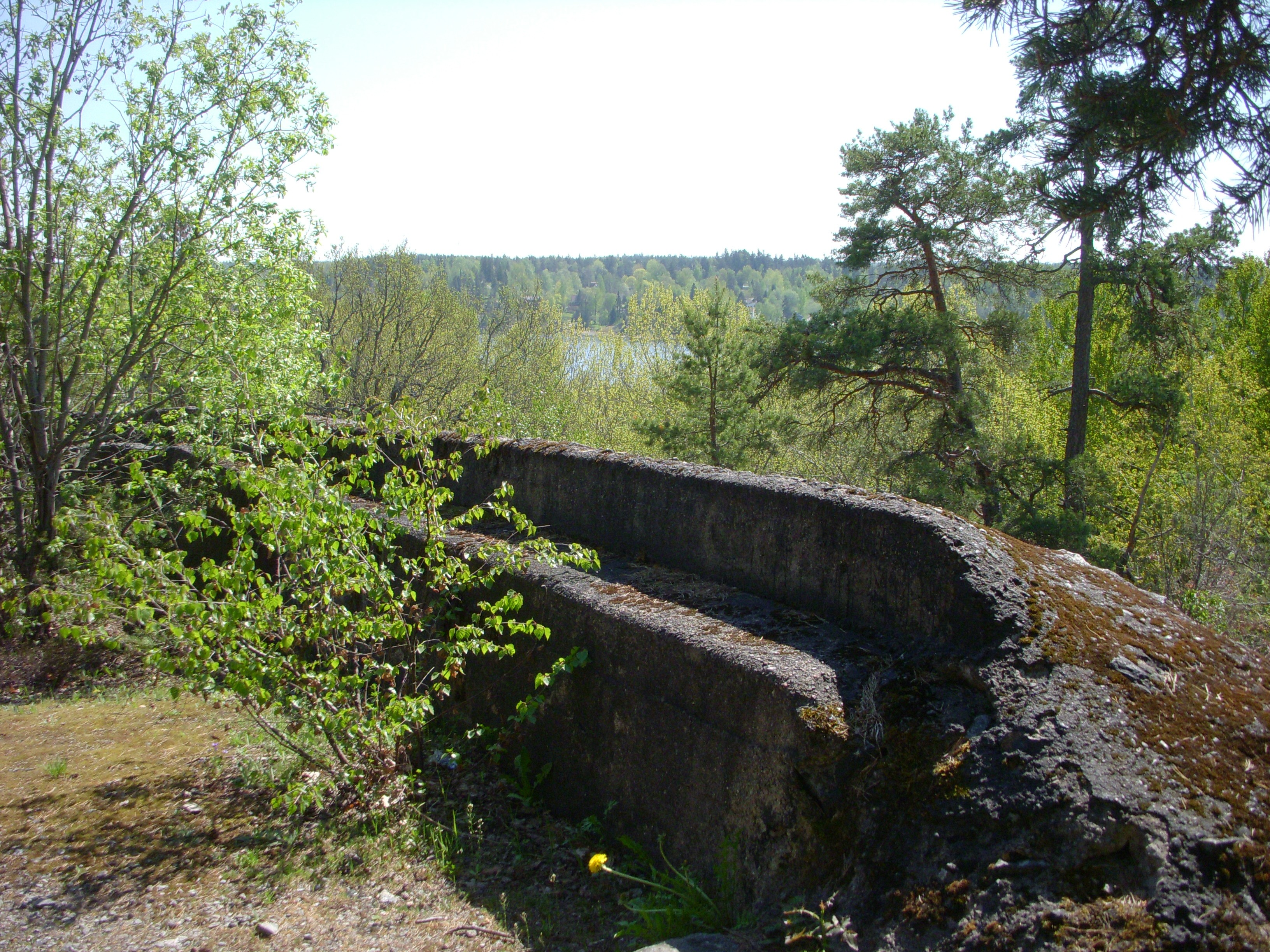
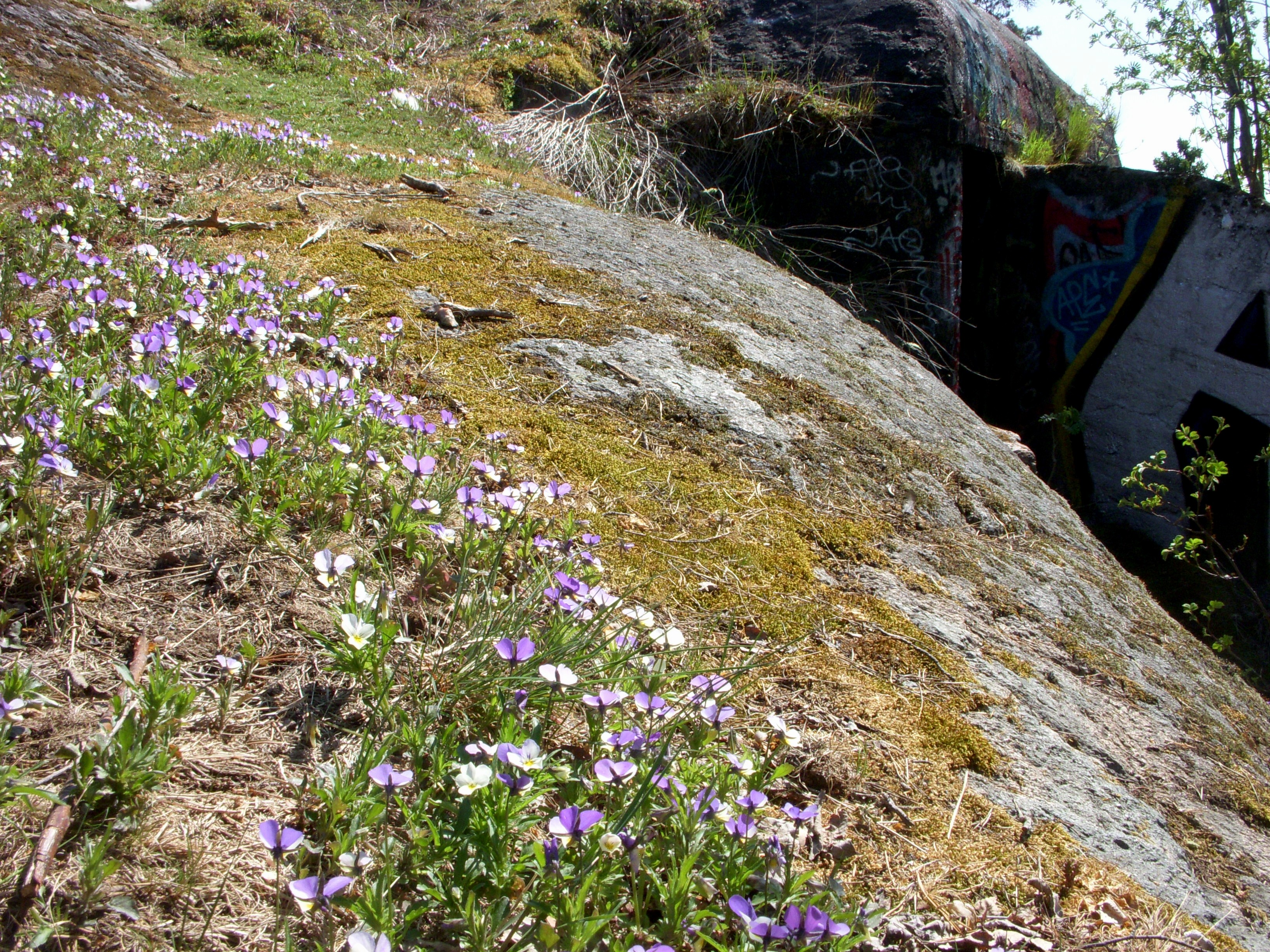
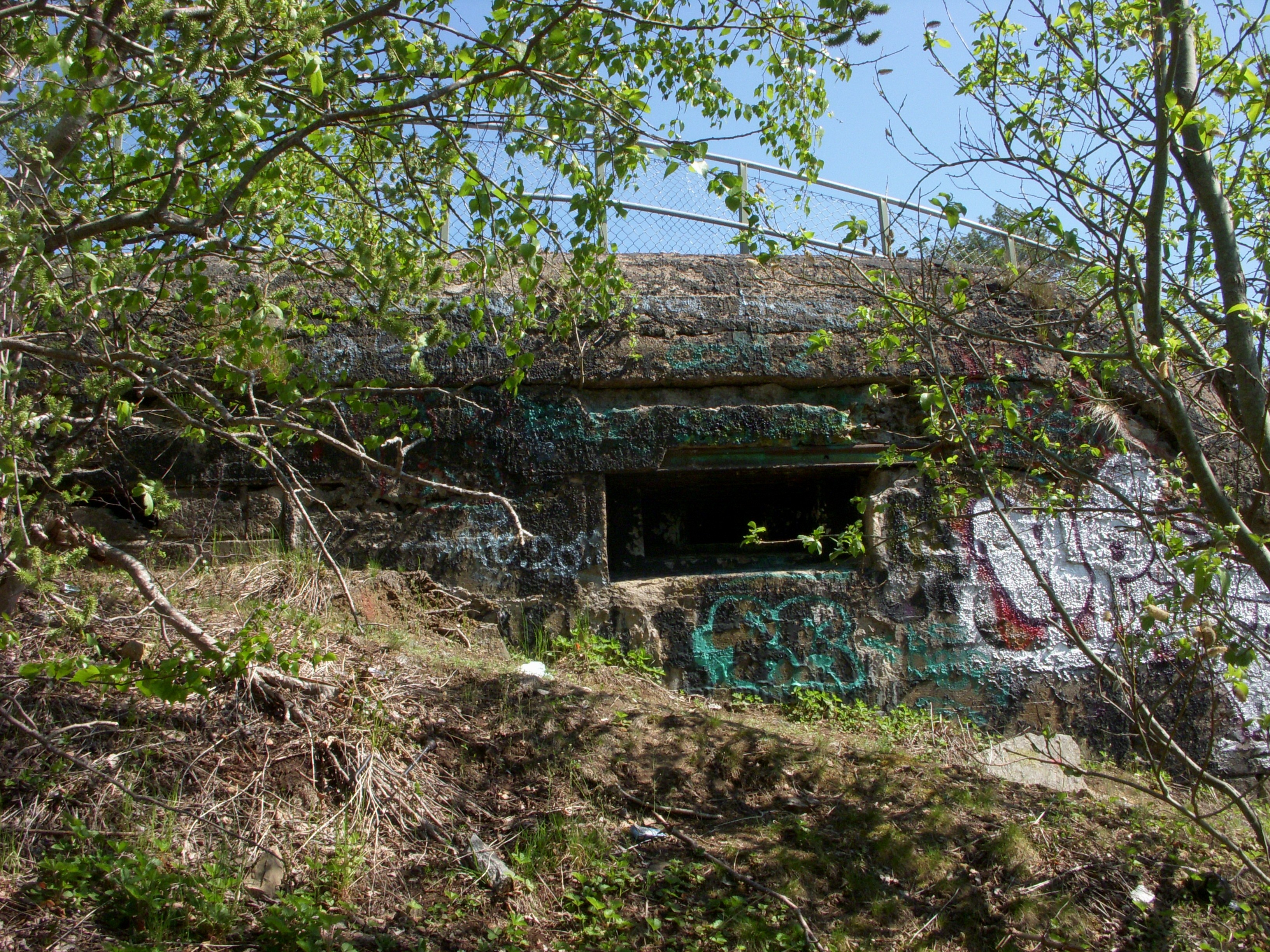

## Bilder, nedre fortet

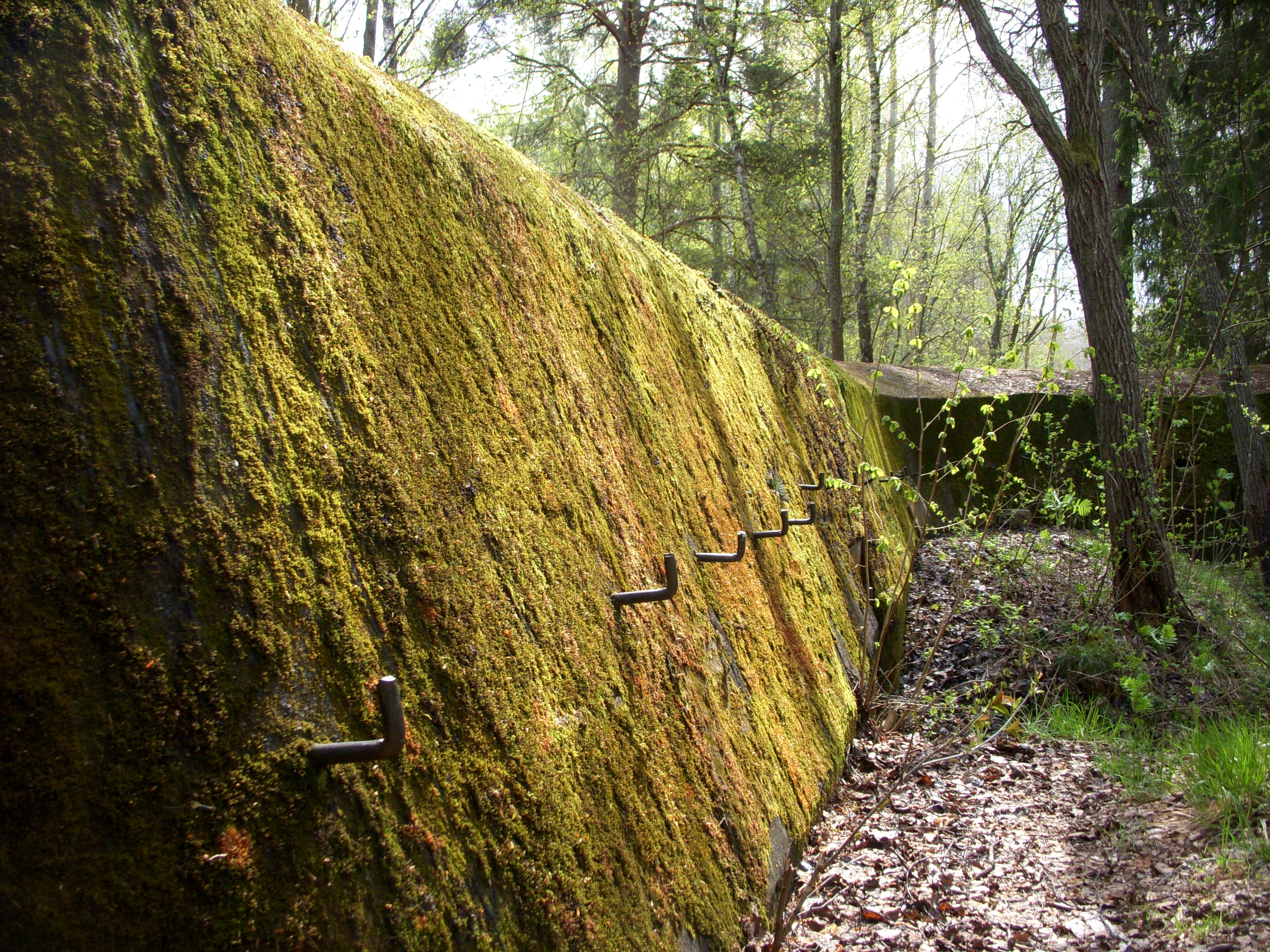
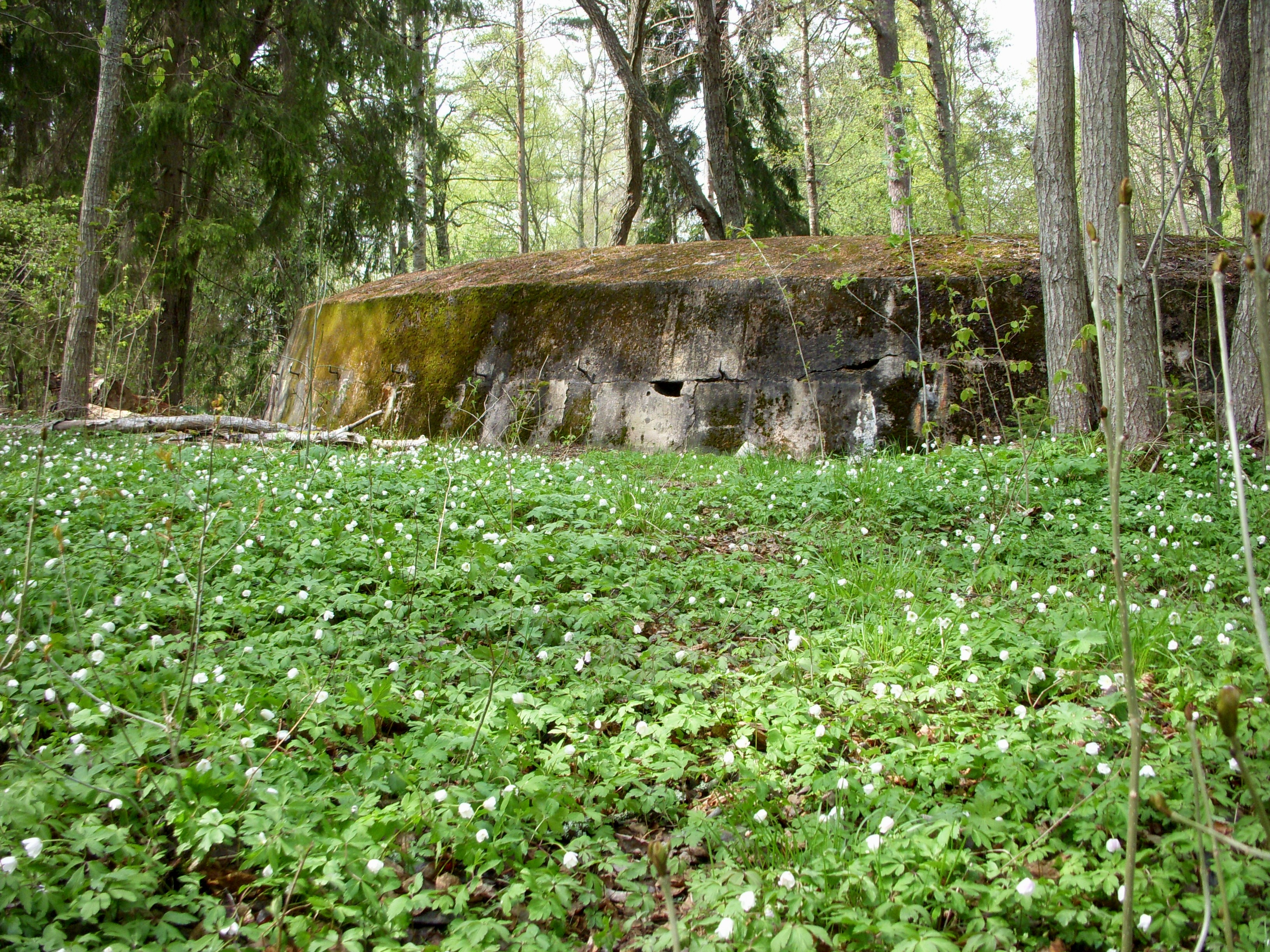
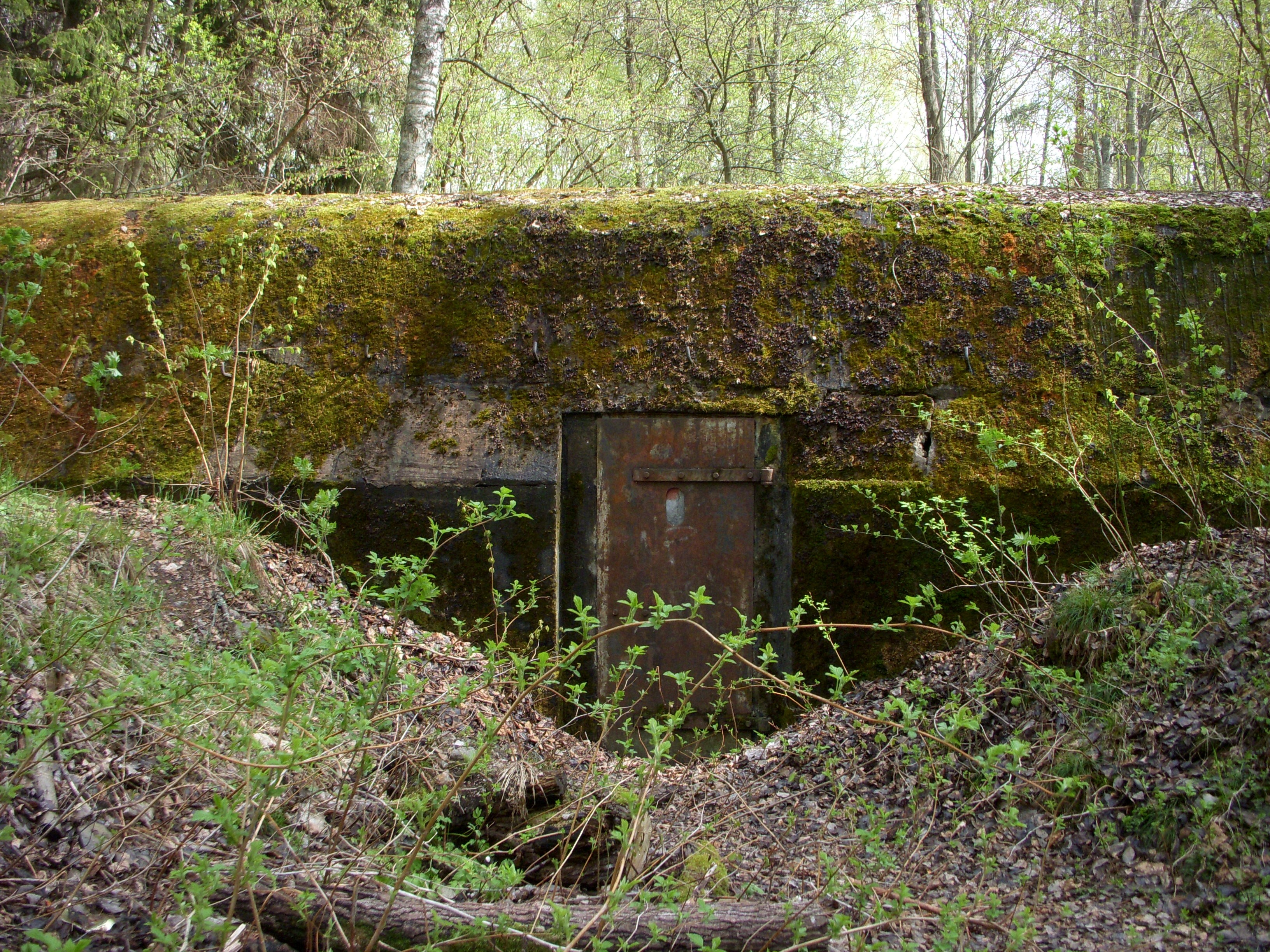
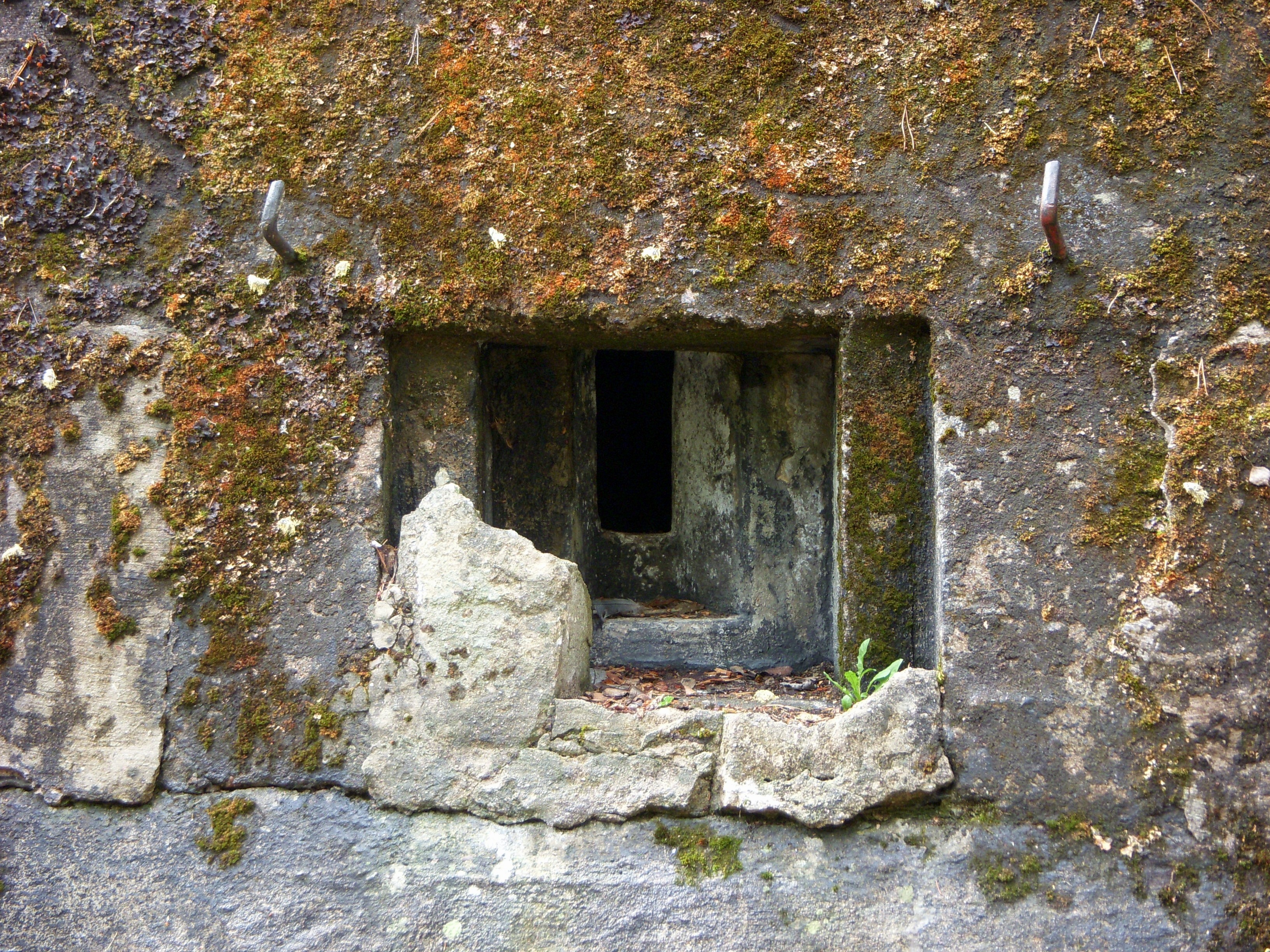
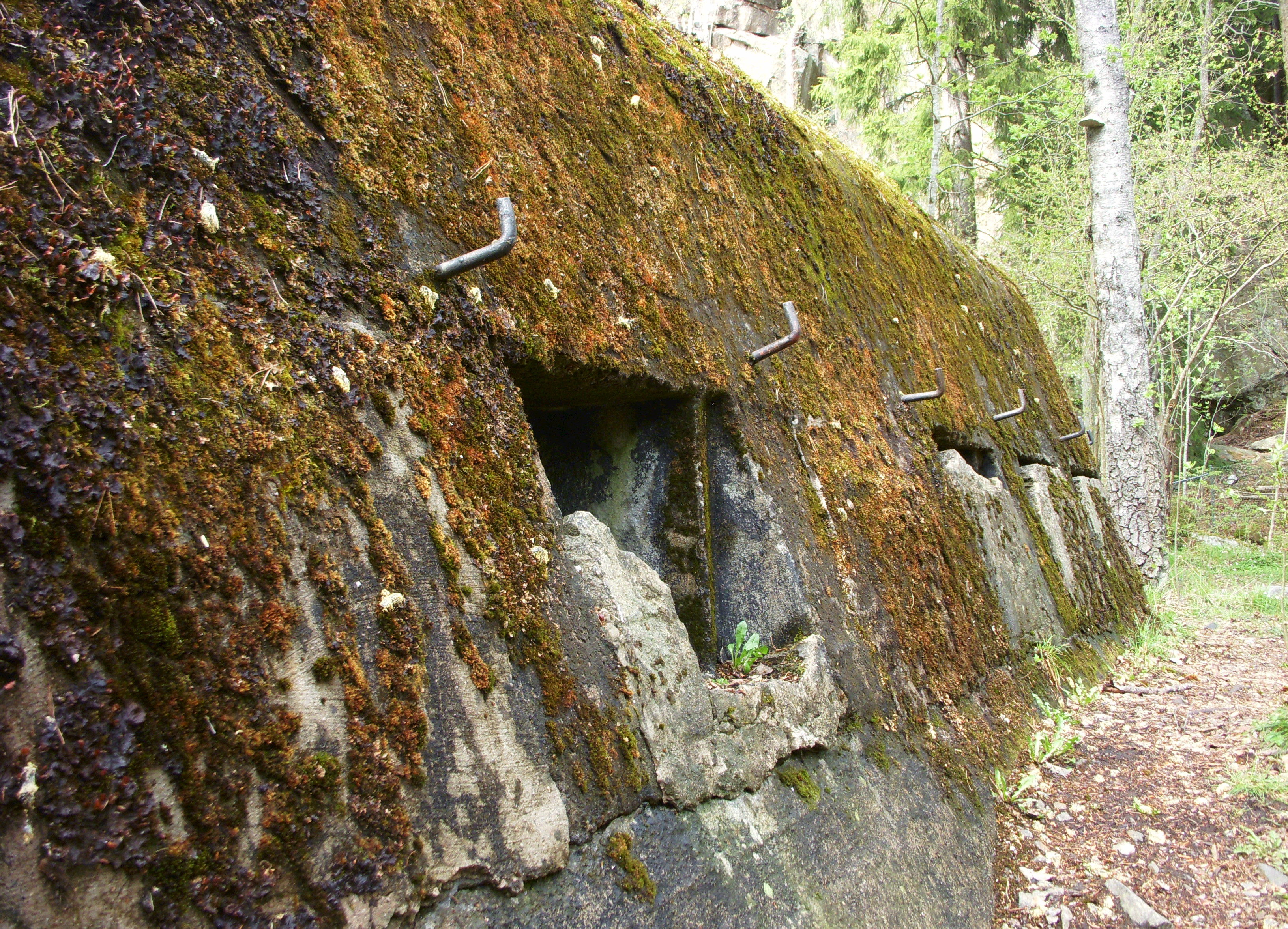